# Carlo Antonio Martini
Carlo Antonio Martini, più spesso Carl Anton Martini o Karl Anton von Martini (Revò, 15 agosto 1726 – Vienna, 7 agosto 1800), è stato un giurista italiano con cittadinanza austriaca.

## Biografia

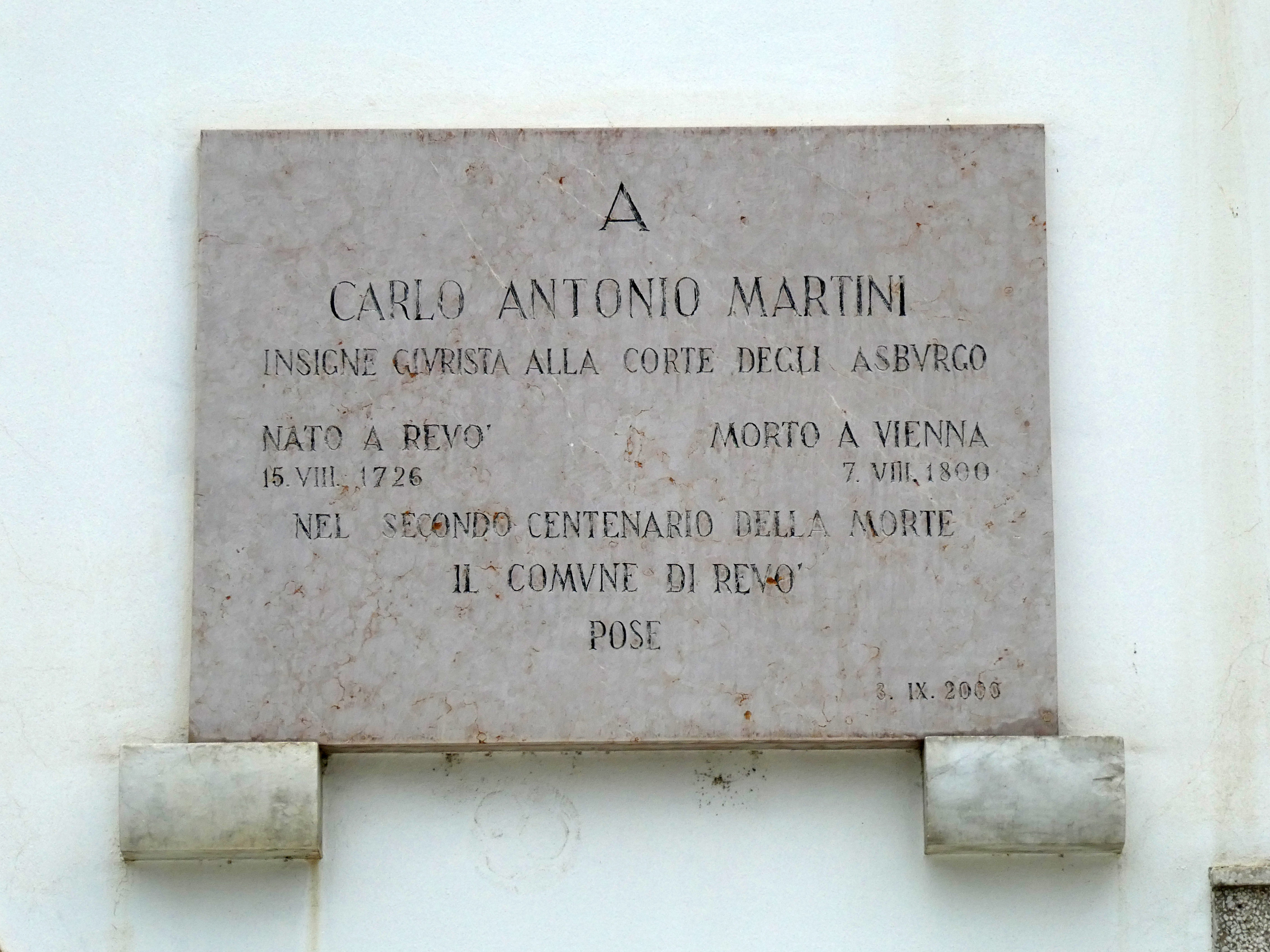
Targa commemorativa sulla facciata del municipio a Revò (Novella, Trentino)

### Origine e studi
Figlio dall'avvocato Carlo Ferdinando Martini de Wasserperg e di Margherita De Pretis di Cagnò, dal 1739 al 1741 studiò lettere presso il Collegio dei Gesuiti di Trento; completò gli studi in filosofia, diritto e teologia presso l'Università di Innsbruck dal 1741 al 1747.  Vesti l'abito cappuccino per volontà paterna. Nel 1747 lasciò l'abito e passò a Vienna, ove si mantenne insegnando privatamente legge e italiano, mentre frequentava le pubbliche lezioni dell'università, sino a conseguirvi la laurea dottorale in utroque iure (diritto civile e diritto canonico).

### Inizio della carriera amministrativa
I suoi meriti scolastici gli valsero nel 1750 un incarico a segretario del consigliere aulico von Haugwitz (dal 1749 presidente del Directorium in publicis et cameralibus e dal 1753 primo cancelliere austriaco).  Divenne poi precettore e segretario del conte Johann Sigismund Friedrich von Khevenhüller-Metsch, con cui partì nel 1752 in qualità di addetto all'ambasciata austriaca presso la corte di Madrid.  Lì risiedette tredici mesi, oltre a compiere un lungo viaggio attraverso Germania, Paesi Bassi austriaci, Province Unite, Francia, Spagna e Italia.

### Sotto il regno di Maria Teresa

#### Professore a Vienna
Rientrato in Vienna nel 1754, venne presentato dal Riegger e dal Van Swieten a Maria Teresa, la quale gli affidó la cattedra di Diritto Naturale e Istituzioni Civili, che tenne per oltre trent'anni. Nel 1758 sposó Theresia von Eger (†1798).

#### Disputa degli archivi diplomatici sassoni
La sua brillante carriera di giurista ed alto funzionario ebbe inizio in concomitanza con uno dei più noti episodi di diffusione di corrispondenza diplomatica della storia, all'inizio della Guerra dei sette anni: il 29 agosto 1756, Federico il Grande irruppe, senza ultimatum o trattative, nel Ducato di Sassonia, alleato di Vienna, bombardò Dresda e la occupò, prevenendo un contrattacco imperiale alla battaglia di Lobositz. Per giustificare l'aggressione diede al proprio bibliotecario Hertzberg l'incarico di scandagliare gli archivi segreti dell'Elettore di Sassonia.  Questi mise le mani su documenti che testimoniavano il trattato segreto anti-prussiano concluso fra Vienna e San Pietroburgo, nonché prove dell'allineamento della Sassonia. Successivamente le pubblicò in una Memoria ragionata od esposizione autentica della condotta dei gabinetti di Vienna e di Dresda contro la Maestà del re di Prussia, la quale suscitò vivo scalpore.
Per Imperatrice era di grande importanza replicare, onde riaffermare la totale arbitrarietà dell'aggressione prussiana. L'incarico di predisporre la replica venne affidato al Martini che, nel 1757 pubblicò una Meditazione imparziale sulla conformità delle leggi naturali agli articoli del trattato stipulato a Pietroburgo fra le due corti imperiali l'anno 1746. Quest'opera non mutò le sorti del conflitto, ma certamente testimonia del gran conto in cui il Martini veniva tenuto a corte.

#### Alto funzionario di corte
Difatti nel 1758 il giurista trentino venne promosso a membro della Commissione aulica per la censura.  Nel 1760, su suo consiglio, l'Imperatrice istituì la commissione aulica per gli affari ecclesiastici e la commissione aulica per gli studi.  Di entrambe fu membro fino dal loro nascere.

#### Educatore degli Arciduchi
Una seconda prova della stima conquistata presso la corte venne nel 1761, allorché il Martini venne prescelto quale precettore per le discipline giuridiche dei figli di Maria Teresa, in inspecie dei futuri Imperatori Giuseppe II e Leopoldo II.

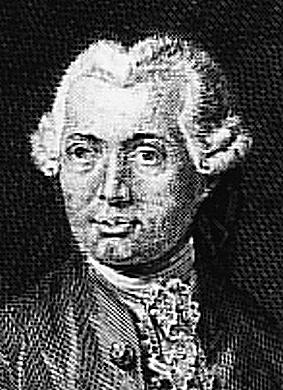
Ritratto di Carlo Antonio Martini

#### Riforma scolastica
Forse anche per questo, al Martini vennero via via affidati incarichi di rilievo in materia di organizzazione delle istituzioni scolastiche degli Stati ereditari: nel 1763 divenne presidente della commissione aulica per gli studi; cominciò con una prima norma del 28 agosto 1765, seguirono, nel 1770 l'introduzione delle scuole elementari, nel 1773 il regolamento scolastico, poi la riordinazione dell'Università di Innsbruck.  Inoltre, a seguito della soppressione dell'Ordine dei Gesuiti con bolla Dominus ac Redemptor Noster di Papa Clemente XIV del 21 luglio 1773, fu il Martini a spingere affinché la maggior parte dei loro beni venisse devoluta come fondo della pubblica istruzione.  Due erano state, negli stati ereditari, le provincie dell'Ordine di Gesù: la provincia austriaca e la provincia boema; evidentemente nella seconda insorsero delle difficoltà nella ripartizione della laute spoglie, cosicché, trattandosi di questione complessa e rilevante, si mandò là il Martini a regolare dappresso la questione.

#### Favore della corte
Nel 1764 passò al ruolo di consigliere aulico effettivo addetto presso il Tribunale Supremo di Giustizia.  Né mancarono incarichi più spiccioli, come nel 1765, allorché venne spedito ai confini dell'Italia per derimere alcune questioni insorte circa il commercio del legname.  Né l'Imperatrice fece mancare che alla carriera amministrativa corrispondesse un processo di nobilitazione: nel 1766 il titolo di cavaliere del Sacro Romano Impero (Ritter), nel 1773 la croce dell'Ordine di S. Stefano, nel 1777 ottenne l'indigenato di Boemia, nel 1779 il titolo di barone dell'impero (Freiherr).

### Sotto il regno di Giuseppe II
Morta Maria Teresa, il 29 novembre 1780, la sua carriera proseguì con Giuseppe II.
Nel 1782 (o nel 1783) Consigliere di Stato effettivo per gli affari interni.  In questa veste, nel 1785 venne a Milano quale commissario imperiale onde riorganizzare i tribunali della Lombardia e introdurvi una nuova processura.  Nel 1786 fu spedito con eguale incarico nei Paesi Bassi austriaci.
Il fallimento dell'ambiziosa riforma giudiziaria dei Paesi Bassi austriaci, segnata dalla Insurrezione di Bruxelles del 14 maggio 1787, non gli nocque, tanto che, nel 1787, passò a vicepresidente del Supremo Tribunale di Giustizia.

### Sotto il regno di Leopoldo II
Morto Giuseppe II il 20 febbraio 1790, gli successe il fratello minore Leopoldo II, il quale, già discepolo del Martini, aveva anche da lui avuto un grande contributo nella stesura del celebre editto del 30 novembre 1786, che riformava le leggi del Granducato di Toscana.  Allorché, nel 1790, il nuovo Imperatore istituì una commissione aulica di legislazione, ne affidò la presidenza al Martini.  L'obiettivo era dei più ambiziosi: nientemeno che la stesura di un codice civile.  Sino a quel momento, la legislazione degli Stati Ereditari era costituita da una serie di raccolte di leggi staccate e di casi giudicati.  Sinché, Maria Teresa non riconobbe la necessità di procedere ad una sintesi dei principi generali, in una ordinata catalogazione: a tal fine venne istituita, nel 1763, una prima
commissione di dotti, cui seguì una seconda che produsse otto volumi di discussioni scolastiche che non avrebbe mai potuto servire da legge, in parte pubblicato nel 1786.  Da presidente della commissione aulica di legislazione, il Martini poté presentare, nel 1796, un progetto di codice civile.  Esso venne applicato, nel 1797, nella Galizia occidentale e, con alcune modificazioni, costituì il modello per il codice civile generale austriaco, ancora in vigore per tutto il XIX secolo.

### Sotto il regno di Francesco II
Nel frattempo, morto Leopoldo II il 1º marzo 1792, lo stesso anno Francesco II lo innalzò alla dignità di presidente del supremo tribunale di giustizia.
Martini continuava, comunque, il proprio incarico di presidente della commissione aulica per gli studi e fu opera sua la riforma agli studi del 1791.
Martini fu membro della Massoneria viennese.

## Fortuna postuma

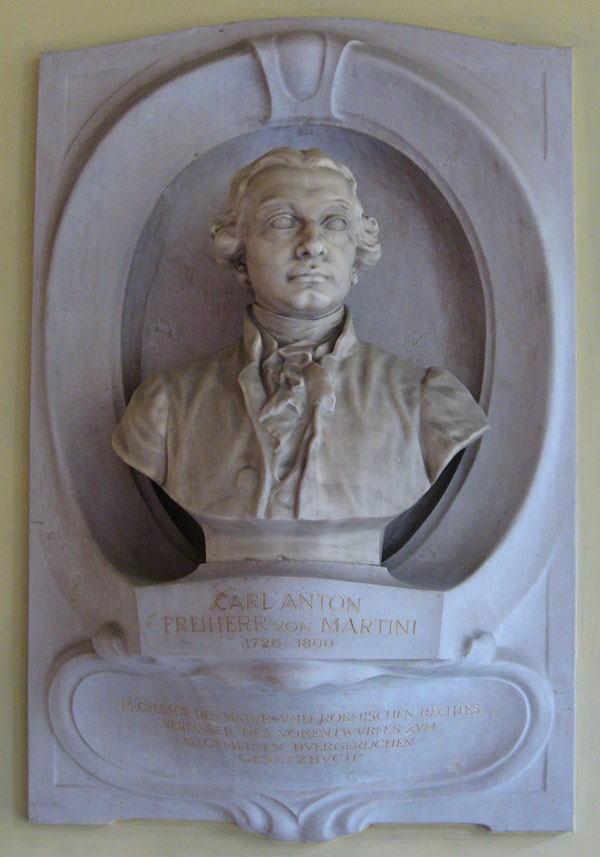
Busto di Carlo Antonio Martini all'Università di Vienna

Ancora verso il 1840 le sue opere servivano come testo di diritto pubblico nelle università austriache.
Il suo ritratto bronzeo venne posto sul basamento del grande monumento dedicato a Maria Teresa, in Vienna, opera tardo ottocentesca dello scultore tedesco Kaspar Clemens Zumbusch (1830-1915).

## Opere

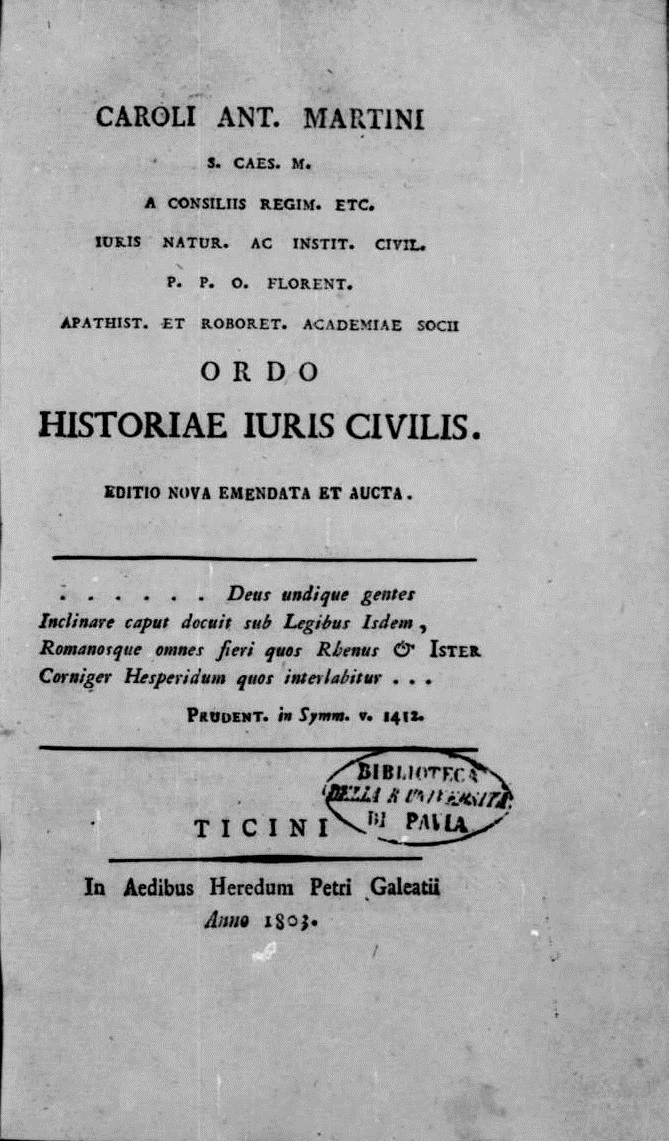
Ordo historiae iuris civilis, 1803

- (LA) Ordo historiae iuris civilis, Pavia, eredi Pietro Galeazzi, 1803.